# Enrico Mazzola
Enrico Mazzola (Valduggia, 26 febbraio 1891 – Milano, 19 agosto 1915) è stato un pittore italiano.

## Biografia
Parente del pittore valduggese Giuseppe Mazzola, discendente di una famiglia impegnata a Valduggia sin dal quattrocento nell'arte della fusione delle campane, compie i suoi primi studi a Varallo.
Si iscrive successivamente all'Accademia di belle arti di Brera dove un suo disegno, inviato all'Esposizione di Bruxelles, gli fa ottenere una medaglia d'oro. Furono suoi maestri Cesare Tallone e di Vespasiano Bignami.
Vinto nel 1914 il Pensionato Hayez per il biennio 1915 - 1916, si trasferisce a Roma dove frequenta l'Accademia di Spagna.
Il 19 agosto 1915 muore improvvisamente a Milano, all'età di ventiquattro anni.
Nei mesi di agosto e settembre 1920 viene organizzata a Varallo una mostra con la maggior parte delle sue opere e dei relativi studi, ad opera della Società d'Incoraggiamento allo studio del disegno in Valsesia.
In occasione della Giornata FAI di Primavera tenutasi il 23 ed il 24 marzo 2013 a Valduggia, sua città natale, sono state esposte in Casa Gentile alcune delle sue opere, unitamente alle sculture realizzate dal fratello Achille Mazzola e a diverse opere realizzate da Giuseppe Mazzola.

## Opere
- Impressioni
- Solitudine alpina
- Ritratto della mamma, conservato alla Galleria d'arte moderna di Milano
- Lago di Baranca
- Meriggio alpino
- Ritratto di Signorina
- La zia Antonietta, conservato alla Galleria d'arte moderna di Milano
- Impressione romana
- Alti pascoli di Fobello
- Il Monte Barone (tramonto)
- Ruderi di Roma antica
- Sic transit gloria mundi[4]
- Alpe Cervia
- Primi albori
- Rudere romano
- Nel mio giardino
- Campagna romana
- Angolo alpestre
- Focolare domestico di una baita
- Interno della Chiesa della Passione in Milano
- Serenità
- Interni
- Autoritratto